# HMS Emperor of India
Le HMS Emperor of India est un cuirassé de classe Iron Duke construit au Royaume-Uni en 1912 pour la Royal Navy.

## Histoire
Lors de son entrée en service en 1914, il rejoint la 1re escadre de la Grand Fleet, mais ne participe pas à la bataille du Jutland du fait de réparations en cours à Invergordon. En novembre 1918, il est présent lors de la reddition de la Hochseeflotte. Après la guerre, il survit aux restrictions de budgets et rejoint la Mediterranean Fleet, qu'il quittera en 1929 pour être désarmé. Servant de navire-cible, il est coulé en 1931, avant d'être renfloué l'année suivante pour être envoyé à la casse.

## Source
- (en) Cet article est partiellement ou en totalité issu de l’article de Wikipédia en anglais intitulé « HMS Emperor of India » (voir la liste des auteurs).